# Job van Meekeren
Job Janszoon van Meekeren (Amsterdam, 1611 – ?, 6 december 1666) was een gerenommeerd Nederlands heelmeester.
Van Meekeren was de eerste die melding maakte van een bottransplantatie tussen mens en dier bij een schedeloperatie: in het eerste hoofdstuk van zijn boek Heel en geneeskonstige aanmerkingen beschrijft hij een operatie uitgevoerd in Rusland waarbij de schedel van een Russische soldaat werd gereconstrueerd met behulp van een stuk bot uit de schedel van een hond. Deze operatie zou volgens zijn verslag succesvol zijn geweest. 
Van Meekerens boek Heel en geneeskonstige aanmerkingen werd twee jaar na zijn overlijden op instigatie van zijn weduwe gepubliceerd en was opgedragen aan onder anderen Nicolaes Tulp.